# 俄罗斯戏剧艺术学院
俄罗斯戏剧艺术学院（俄语：Российский институт театрального искусства – ГИТИС）是俄罗斯规模较大、历史悠久的戏剧艺术学院，学校位于莫斯科，始建于1878年。1934年—1991年，名为“卢那察尔斯基国立戏剧艺术学院”。